# Puerto Saavedra

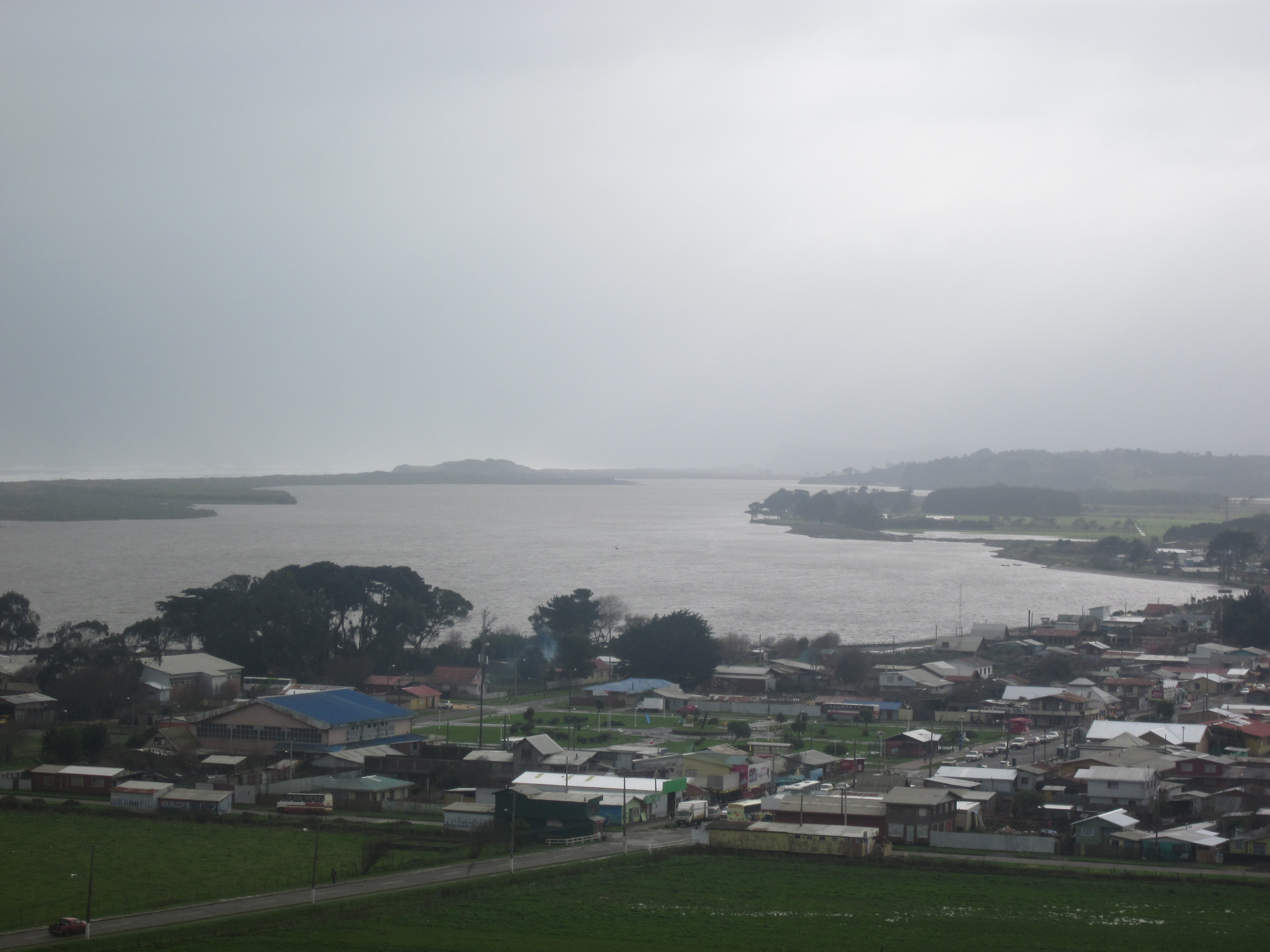
Puerto Saavedra (2012)

Puerto Saavedra, auch Saavedra, ist eine Stadt in Süd-Chile und liegt in der Región de la Araucanía. Sie hat etwa 14.000 Einwohner (2004).

## Geografie und Klima
Die Hafenstadt liegt etwa 85 km westlich von Temuco an der Mündung des Río Imperial, der in den Pazifischen Ozean mündet. 10 km südöstlich der Stadt liegt der See Lago Budi mit seinen 56 km².
Das Klima ist mediterran.

## Geschichte
Vor 1554 lebten bereits große Mapuchegemeinschaften auf den Inseln/Halbinseln des Lago Budi. Die Spanier versuchten, von ihrer Festung Imperial in das Gebiet vorzudringen. Die Gebiete im Bereich des Río Imperial konnten von den spanischen Konquistadoren nie richtig erobert werden. Von 1604 bis 1880 herrschten hier die Mapuche praktisch uneingeschränkt.
Die Besiedlung begann ab 1881, die Siedler waren meist deutsche Einwanderer. Puerto Saavedra wurde 1895 von Cornelio Saavedra gegründet.
Am 22. Mai 1960 wurde die Hafenstadt Puerto Saavedra durch das schwerste jemals gemessene Erdbeben, das auch einen Tsunami im Pazifik auslöste, praktisch komplett zerstört.

## Sehenswürdigkeiten
Die Landschaft um den Lago Budi mit seinen vielen kleinen Halbinseln und Inseln bietet Wandermöglichkeiten. Eine Fähre von Puerto Dominguez fährt kostenlos zur Halbinsel Huapi im See. Auf der Insel lebt eine Mapuchegemeinschaft. Am Pazifik liegt der vier km lange Sandstrand Playa Maule. Der Berg Cerro Mirador stellt einen Aussichtspunkt dar.

## Wirtschaft
Neben dem Tourismus spielt hauptsächlich der Fischfang eine wichtige wirtschaftliche Rolle.